# Beatriz Pinheiro

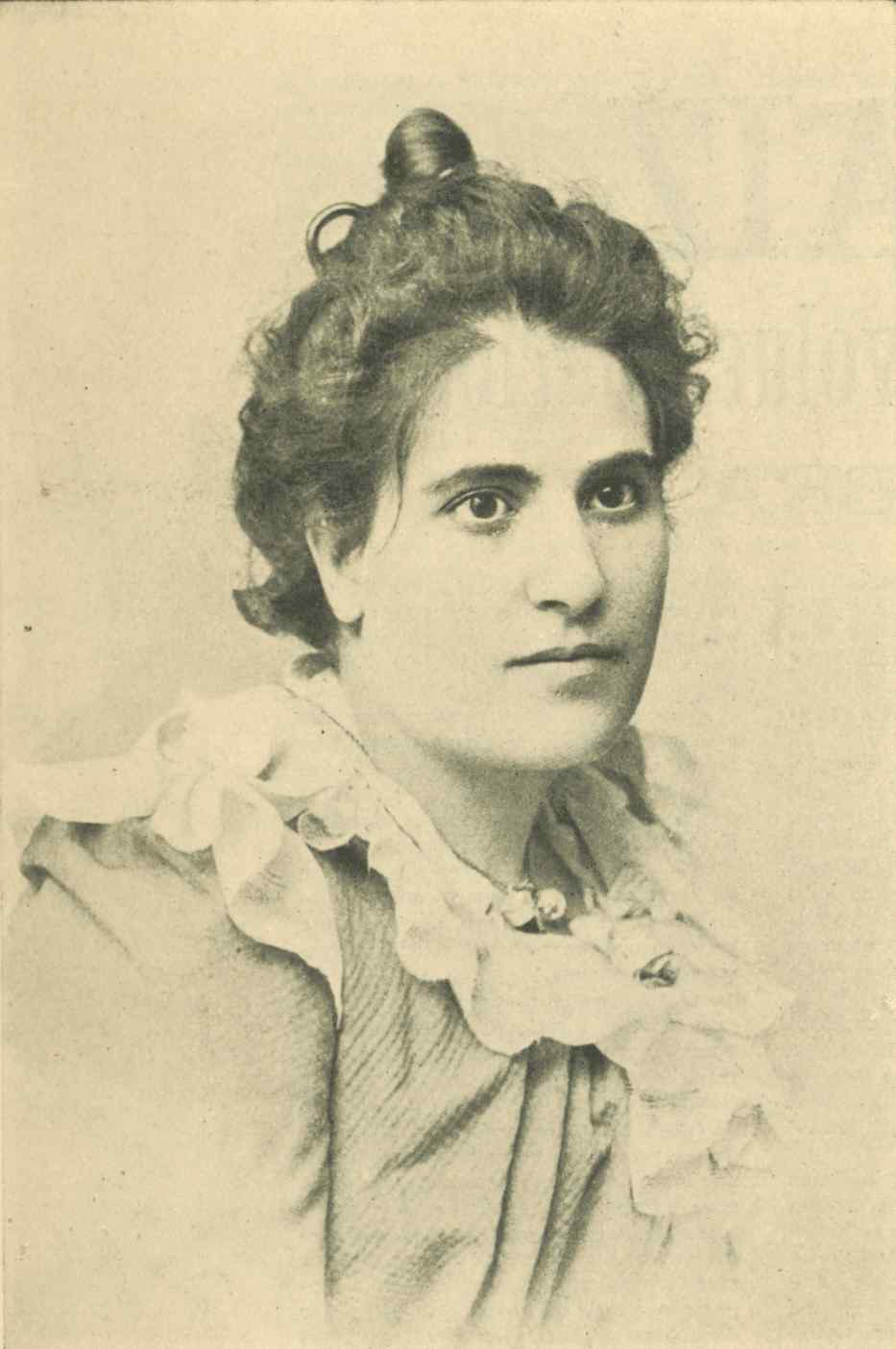
Beatriz Pinheiro, um 1900

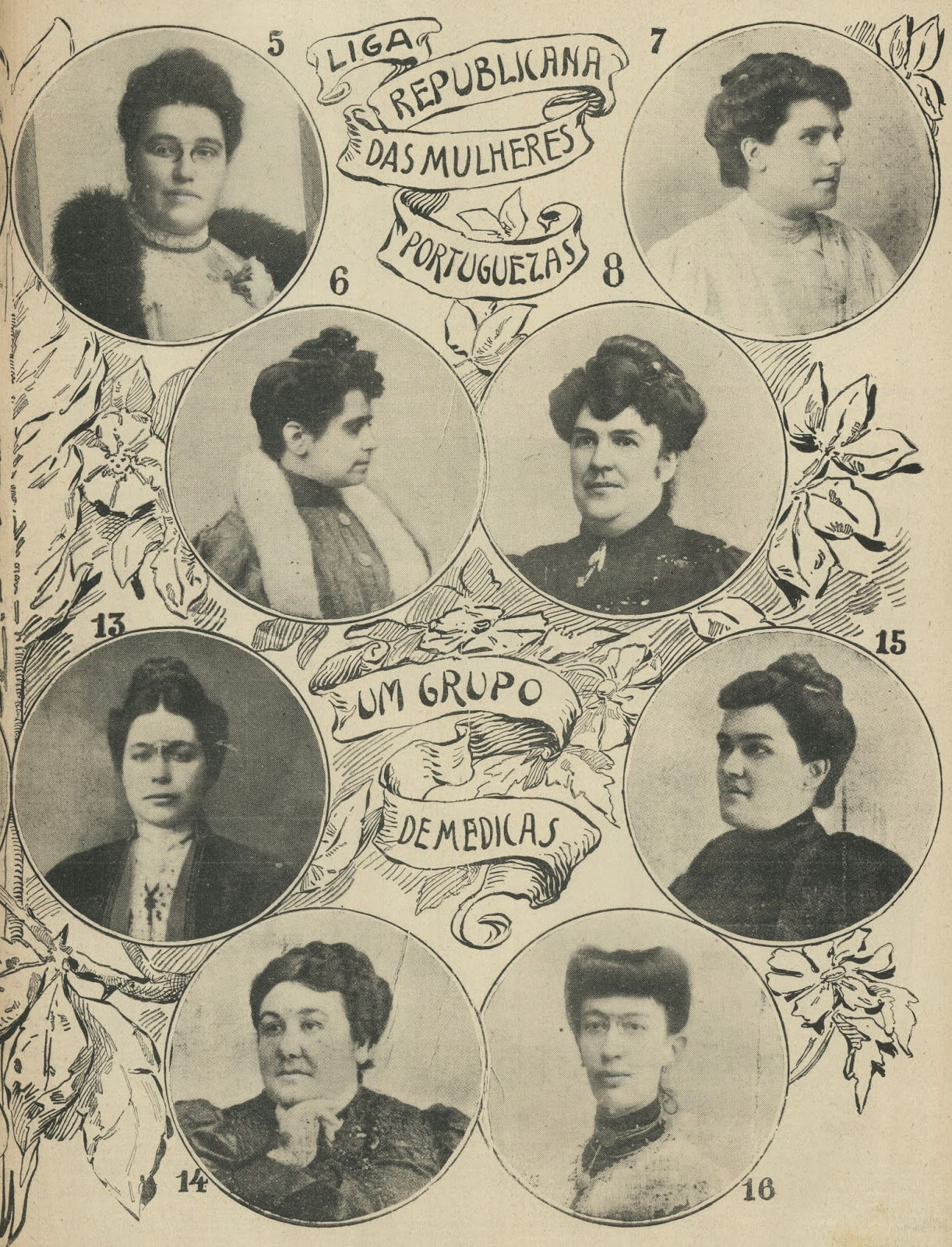
Beilage zur Zeitschrift O Século vom 12. Mai 1910 über die Suffragetten der Liga Republicana das Mulheres Portuguesas; 5 – Ana de Castro Osório; 6 – Maria Veleda; 7 – Beatriz Pinheiro; 8 – Maria Clara Correia Alves; 13 – Sofia Quintino; 14 – Adelaide Cabete; 15 – Carolina Beatriz Ângelo; 16 – Maria do Carmo Joaquina Lopes

Beatriz Paes Pinheiro de Lemos (* 29. Oktober 1871 in Viseu; † 14. Oktober 1922 in Lissabon) war eine portugiesische Schriftstellerin, Dichterin und Redakteurin, eine Pionierin der modernen Frauenemanzipationsbewegung in Portugal. Zusammen mit dem Dichter Carlos de Lemos, ihrem Ehemann, leitete und redigierte sie die Zeitschrift Ave Azul: revista de arte e crítica, die sich in zahlreichen Artikeln mit der rechtlichen und sozialen Situation der Frauen im Lande befasste.

## Leben
Pinheiro wurde als Tochter des Postbeamten Joaquim António Pinheiro aus der Stadt Elvas und der aus dem Dorf Silgueiros, Viseu stammenden Antónia da Conceição Paes de Figueiredo im Haus der kleinbürgerlichen Familie in Viseu geboren.
Pinheiro hatte Zugang zu einer formalen Bildung und besuchte nach eigener Schilderung die Grund- und Sekundarschule in ihrer Heimatstadt. Außerdem lernte sie zu Hause Harfe spielen und wirkte als Laienschauspielerin in einigen Theaterstücken des Grémio de Viseu mit. Sie begann jung an der akademischen Zeitschrift Mocidade mitzuarbeiten, die ihrem späteren Ehemann Carlos de Lemos gegründet worden war, der damals am Liceu de Viseu studierte und später als Lehrer tätig war.
Pinheiro schloss ihre akademische Laufbahn mit einem Abschluss in Naturwissenschaften und Literatur ab und wurde 1900 Lehrerin. Im gleichen Zeitraum gründete und leitete sie zusammen mit Lemos die literarische Kunst- und Kritikzeitschrift Ave Azul.
Pinheiro, die republikanische, pazifistische und feministische Werte vertrat, war eine der União das Senhoras Liberais de Viseu. Sie sammelte Geld und Unterstützung für die Gründung einer Escola Liberal João de Deus (1901), die arme Mädchen in Viseu unterrichten sollte. Sie arbeitete für die Zeitschriften A Beira, Nova Aurora(1900–1901), Almanaque das Senhoras (1901, 1916, 1924), A Crónica (1900–1906), O Garcia de Resende (1908–1909) und Alma Feminina (1907–1908). In der Monatszeitschrift A Mulher e a Criança (1909–1911) schrieb sie mehrere Artikel über die Situation des weiblichen Geschlechts in der portugiesischen Gesellschaft zu Beginn des 20. Jahrhunderts, in denen sie diverse Rechte für Frauen einforderte, zum Beispiel das Wahlrecht, das Scheidungsrecht, den Zugang zu Berufen und Künsten, die als männlich galten, die gleiche Entlohnung der Geschlechter und wirtschaftliche Unabhängigkeit für verheiratete Frauen. Pinheiro definierte dabei ihren Feminismus als das Anliegen, „Frauen in die Lage zu versetzen, durch ihre Arbeit in Würde in der Gesellschaft zu leben, ohne dass sie einen Mann brauchen, der sie unterhält“. Ein weiteres Thema ihrer Beiträge war die Bedeutung einer freien und säkularen Bildung für alle Kinder, damit in Portugal zukünftig eine Gesellschaft entstehen könne, die besser ausgebildet und egalitärer sei und den Weltfrieden dienen könne.
Kurz vor der Gründung der ersten portugiesischen Republik im Jahr 1910 ließen sich Pinheiro und ihr Mann in Lissabon nieder, wo sie als Aushilfslehrerin für Französisch, Geografie und Geschichte an der Escola Secundária Maria Amália Vaz de Carvalho, damals Liceu Maria Pia, arbeitete. In den folgenden Jahren wurde Pinheiro zu einem der bekanntesten Gesichter der Frauenbewegung in Portugal, da sie sich an zahllosen Aktionen und Vereinigungen beteiligte und sich insbesondere für die Annahme des Scheidungsgesetzes einsetzte. Sie schloss sich der Grupo Português dos Estudos Feministas (1907–1908), der Liga Republicana das Mulheres Portuguesas (1908–1919), der Associação de Propaganda Feminista (1911–1918), die von Ana de Castro Osório geleitet wurde, und dem Conselho Nacional das Mulheres Portuguesas (1914–1947) an, Sie gehörte, unter anderen zusammen mit Ana Augusta de Castilho und Maria Veleda der portugiesischen Frauendelegation an, die 1913 am 7. internationalen Kongress der Women Suffrage Alliance in Budapest teilnahm.
Am 16. November 1915 wurde sie in die Freimaurerloge Fiat Lux aufgenommen, und im folgenden Jahr trat sie unter dem freimaurerischen Namen „Clemence Roger“  der Loge Carolina Ângelo bei.
Pinheiro war Pazifistin. Auf Einladung ihrer Freundin, der Schriftstellerin Alice Pestana trat sie der Liga Portuguesa da Paz (1899–1916) bei und wurde noch in der Zeit in Viseu eine der ersten lokalen Vertreterinnen der Organisation. Mit Portugals Eintritt in den Ersten Weltkrieg gründete die Präsidentengattin Elzira Dantas Machado Cruzada das Mulheres Portuguesas, eine karitative Bewegung, die Soldaten und ihre Familien unterstützte.  Pinheiro wurde dort Mitglied und verteidigte die Teilnahme Portugals am Krieg, weil das Land erst seit kurzem ein demokratisches und republikanisches Land sei, das sich vor dem Rest Europas und der Welt behaupten müsse und sich in einer Kriegssituation nicht heraushalten dürfe. Ihre Rede dazu, gehalten am Liceu Maria Pia wurde zu einer der bekanntesten Reden zur Unterstützung der Sache und wurde später über die Associação de Propaganda Feminista in dem Buch A mulher portuguesa e a guerra europeia veröffentlicht.
Pinheiro starb im Alter von 50 Jahren 1922 in Lissabon an Herzversagen und wurde auf dem Cemitério do Alto de São João beigesetzt.

## Werke (Auswahl)

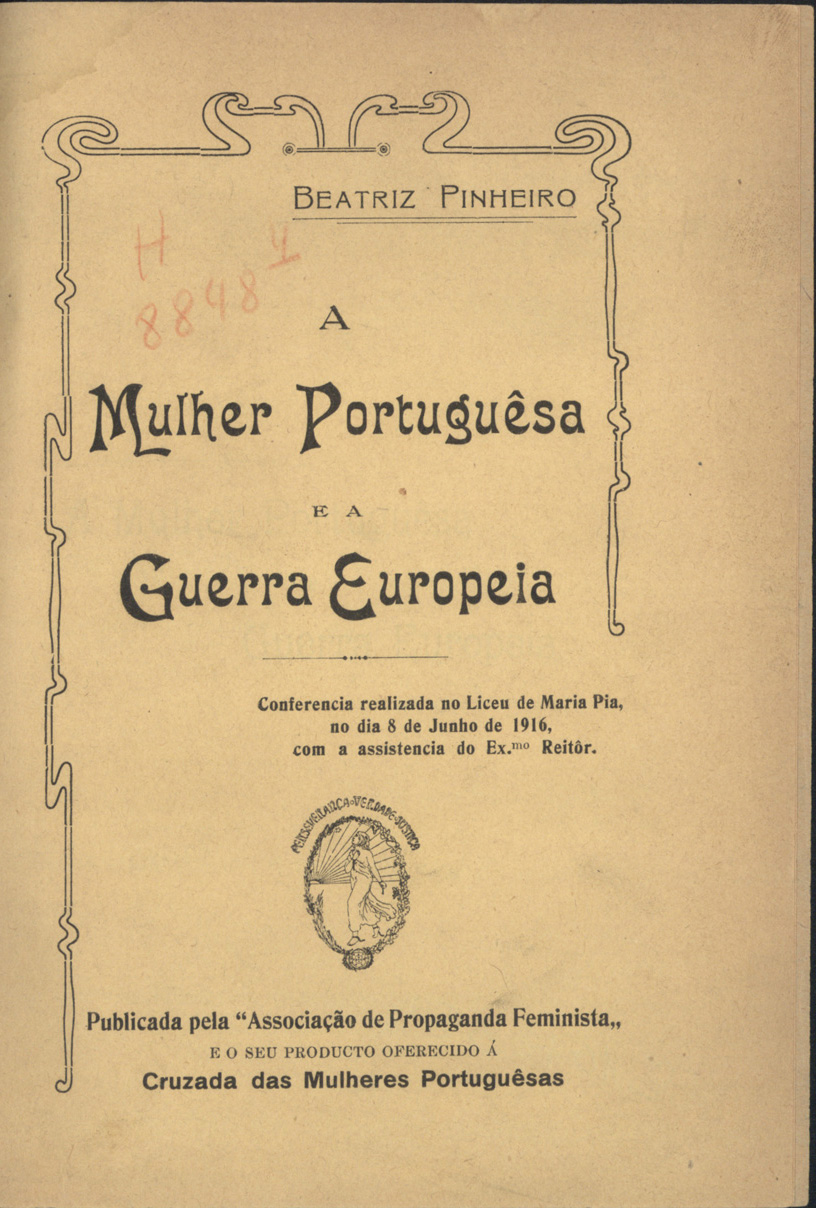
A Mulher Portuguesa e a Guerra Europeia, Ausgabe der Rede von Pinheiro zum Krieg am Liceu Maria Pia, 1916

Beatriz Pinheiro leitete zusammen mit ihrem Mann Carlos de Lemos die Zeitschrift Ave Azul (1899–1900), die in Viseu erschien und in der sie einen Großteil ihres republikanischen, feministischen und pazifistischen Gedankenguts hinterließ. Neben diesen und vielen weiteren Beiträgen in Zeitungen und Zeitschriften, unter ihrem eigenen Namen oder unter dem Pseudonym „Cil“, verfasste sie vor allem Kurzgeschichten und Gedichte, die ebenfalls in Ave Azul erschienen (Online):
- O enjeitado, Kurzgeschichte (1899)
- A espera, Kurzgeschichte (1899)
- A Maria Corcunda, Kurzgeschichte (1899)
- O crime, Kurzgeschichte (1899)
- Infanticida, Kurzgeschichte (1899)
- Oração (enquanto o meu filho dorme), Gedicht (1899)
- Poema em memória do Dr. Simão Dias, Gedicht (1899)
- Os três cavaleiros, Gedicht (1899)
- Folhas d’um Álbum, Gedicht (1899)
- Psyche, Gedicht (1899)
- Flores garrettianas: homenagem ao primeiro centenário do nascimento do Visconde d'Almeida Garrett 1799–1899. Hommage an Almeida Garrett (1899)
- Cartas Abertas,  Kurzgeschichte (1900)
- Duas almas, Kurzgeschichte (1900)
- Chrysalida, Gedicht (1900)
- Através dos tempos, Kurzgeschichte (1900)
- O obstáculo, Kurzgeschichte (1900)
- Vae Soli, Kurzgeschichte (1900)
- Anhelia, Gedicht (1900)

Die Rede A mulher portuguesa e a guerra europeia erschien 1916 bei Associação de Propaganda Feminista in Lissabon.